# Die Geburt Mariä (Ghirlandaio)
Die Geburt Mariä ist ein Fresko in der Kirche Santa Maria Novella in Florenz. Es ist Teil eines Freskenzyklus, geschaffen von Domenico Ghirlandaio im späten 15. Jahrhundert. Der Zyklus gilt als das Hauptwerk Ghirlandaios.

## Entstehungsgeschichte
Den Auftrag für den Freskenzyklus gab Giovanni Tornabuoni, über seine Schwester Lucrezia verschwägert mit Piero de’ Medici. Zuvor hatten sich an dieser Stelle Fresken befunden, die von der florentinischen Familie Ricci gestiftet wurden; diese Malereien waren allerdings verdorben. Die Familie Ricci war aber aufgrund ihrer finanziellen Situation nicht in der Lage, neue Fresken zu stiften, und gab nur unwillig das Einverständnis zum Auftrag Tornabuonis an Ghirlandaio. Nach Fertigstellung war diese Familie auch enttäuscht darüber, dass Ghirlandaio anstelle von Angehörigen ihrer Familie ausschließlich insgesamt 21 Mitglieder der Familie Tornabuoni und der mit diesen verwandten Tornaquinci darstellte. Der entsprechende Vertrag zwischen Tornabuoni und Ghirlandaio (es war der zweite große Auftrag für Ghirlandaio neben dem Auftrag für ein Altarbild für das Ospedale degli Innocenti) enthielt u. a. die Klausel, die Fresken seien mit „Figuren, Gebäuden, Kapellen, Städten, Gebirgen, Hügeln, Ebenen, Felsen, Kostümen, Vögeln und Tieren jeglicher Art“ zu verzieren. Ghirlandaio schuf den Zyklus von 1486 bis 1490. Giorgio Vasari berichtet, dass an der Ausführung der junge Michelangelo beteiligt war. Das ist gut möglich, denn dieser damals gerade Dreizehnjährige hatte seit 1488 mit Ghirlandaio einen Lehrvertrag über drei Jahre, „um die Kunst der Malerei zu erlernen“. Nach Luca Landucci wurde der Zyklus am 22. Dezember 1490 enthüllt. Die Malerei hatte Tornabuoni 1000 florentinische Goldgulden gekostet.

## Thema der Geburt Mariä
Das Thema des Freskos ist die Geburt Mariä. Die dazugehörige Geschichte entstammt nicht der Bibel, sondern einer apokryphen Schrift, dem Protevangelium des Jakobus, entstanden etwa zwischen 150 und 200 n. Chr. Die Eltern Marias, Anna und Joachim, hatten trotz zwanzigjähriger Ehe noch keinen Nachwuchs bekommen. Anna empfing nach eigenen Gebeten und Fasten ihres Gemahls ohne körperliche Vereinigung nach der Mitteilung eines Engels. Das letztlich geborene Mädchen wurde von der Mutter Maria genannt. Wichtig ist, dass Maria als Mutter Jesu Christi ihrerseits nicht mit dem Makel der geschlechtlichen Vereinigung behaftet war, um ihre Rolle im Heilsplan Gottes erfüllen zu können.

## Darstellung
Ghirlandaio wählte einen zeitgenössischen Raum in einem vornehmen florentinischen Haus zur Darstellung der Szene. Die handelnden Figuren sind ebenfalls nach vornehmer florentinischer Kleidung der Zeit gewandet. Gegliedert wird die Darstellung durch zwei die Bildränder begrenzende Pilaster. Etwas links der Mitte des Freskos unterteilen zwei viereckige Säulen den perspektivisch ausgemalten Raum. Die rechte Hälfte ist durch einen umlaufenden Puttenfries oben rechts weiter aufgeteilt. Das Fresko lässt sich in vier einzelne Elemente zerteilen, von denen sicher eins, eventuell zwei Ereignisse aus dem Protevangelium im Leben der Anna darstellen.

### Begrüßungsszene, oben links
Im linken oberen Bildteil ist die Begrüßung eines Mannes und einer Frau dargestellt. Es ist in der Literatur zu lesen, dass es sich um die Begrüßung eines Gastes handeln könnte. Eine andere Auffassung geht dahin, dass es sich um die Darstellung der Empfängnis selbst handelt, was das erste Ereignis aus dem Protevangelium wäre.

### Die Besucherinnen der Wöchnerin, Bildmitte unten

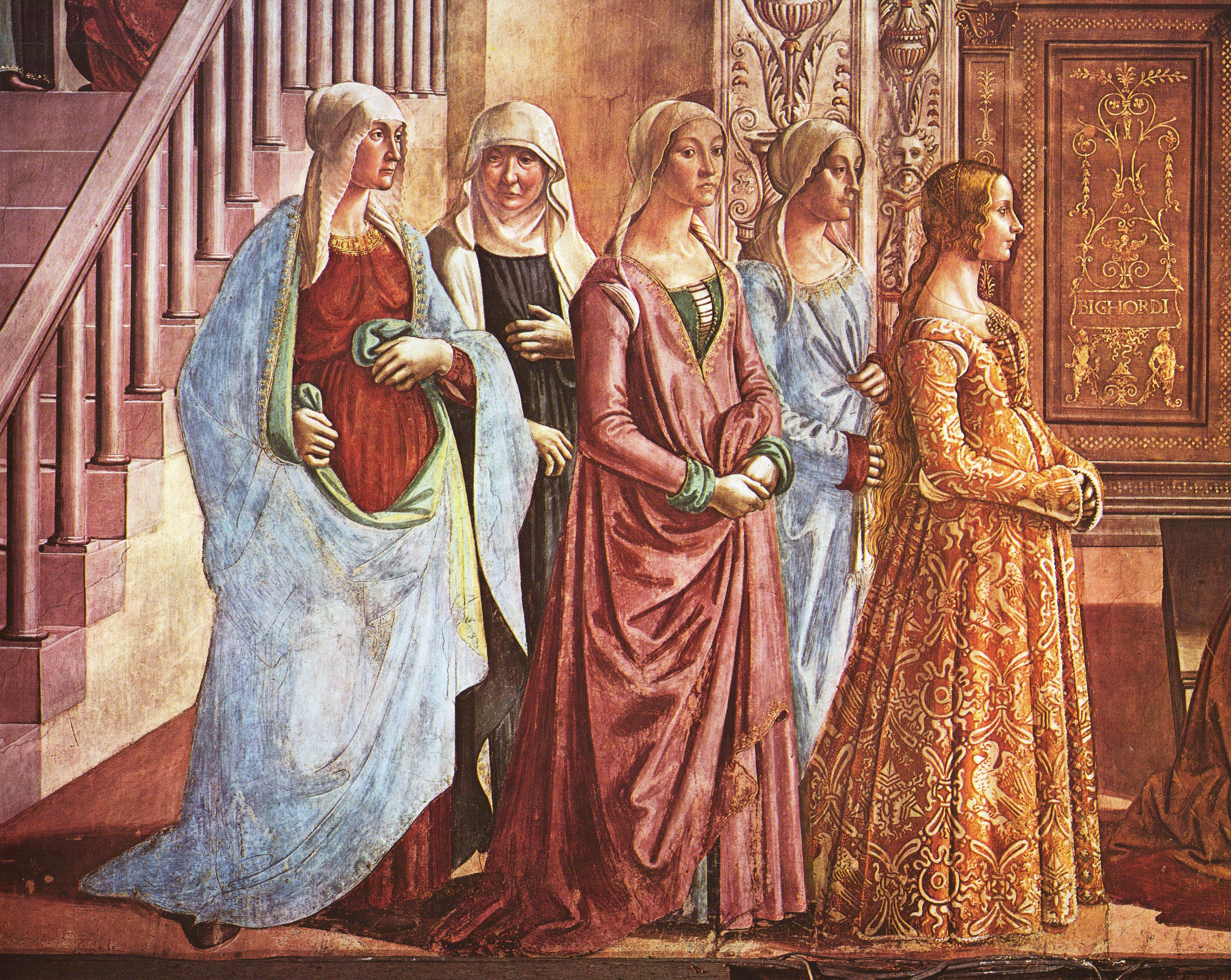
Detail der Gruppe der Besucherinnen mit der Signatur Ghirlandaios

Die Gruppe der insgesamt fünf Frauen, die die Wöchnerin Anna besuchen, ist selbst Thema kunstgeschichtlicher Darstellung geworden. Die Frauen sind bis auf die voranschreitende junge Frau in einfache zwei- oder einfarbige Gewänder gekleidet. Bei der Anführerin der Gruppe, in einem prächtigen Brokatgewand dargestellt, handelt es sich um Ludovica Tornabuoni, die Tochter des Auftraggebers. Sie trägt das Haar nach der Art unverheirateter Frauen offen. Die Figur im rosa Gewand blickt aus dem Bild heraus, sie scheint etwas bekümmert. Im ersten linken Feld der Holztäfelung vor der Darstellung Ludovica Tornabuonis hat Ghirlandaio das Fresko signiert. Zu lesen ist „Bighordi“, da der eigentliche Name Ghirlandaios Tommaso Bighordi war.

### Die Darstellung der Anna, rechts unten
Die Darstellung schildert, wie eine Hebamme das erste Bad für das Kind nach der Geburt bereitet, während sich zwei weitere um das neugeborene Mädchen kümmern. Im Protevangelium wird die Szene so dargestellt: „Sechs Monate vergingen, wie (der Engel) ihr gesagt hatte, im siebten gebar Anna. Und sie fragte die Hebamme: ‚Was habe ich geboren?‘ Die Hebamme antwortete: ‚Ein Mädchen’. Da sprach Anna: ‚Es preist meine Seele diesen Tag!‘. Und sie legte es hin. Als die entsprechende Frist verstrichen war, reinigte sich Anna von ihrem Wochenbett, gab dem Kind die Brust und nannte es Maria.“.

### Der Puttenfries, oben rechts
Bei der Darstellung der Putti könnte sich Ghirlandaio an der kurz zuvor um 1430 von Donatello errichteten Sängerkanzel des Domes zu Florenz orientiert haben. Der unterhalb umlaufende lateinische Fries lautet: „NATIVITAS TUA DEI GENITRIX VIRGO GAUDIUM ANNUNTIAVIT UNIVERSO MUNDO“ („Deine Geburt, Gottesgebärerin, Jungfrau, verkündete Freude der ganzen Welt“).
Die Fresken gelten insgesamt als das Hauptwerk Ghirlandaios. Max Semrau bemerkt hierzu: „Schöner, edler und anmutiger sind die oft erzählten Geschichten niemals dargestellt worden als in diesen Bildern, die in ihrer ruhigen Abgeklärtheit bereits den Stil des neuen Jahrhunderts vorbereiten.“.